# Hemipimelodus macrocephalus
Hemipimelodus macrocephalus és una espècie de peix de la família dels àrids i de l'ordre dels siluriformes.

## Hàbitat
És un peix d'aigua dolça i de clima tropical.

## Distribució geogràfica
Es troba a Àsia: Indonèsia i el riu Mekong.